# Cantón de Montreuil
El cantón de Montreuil era una división administrativa francesa, que estaba situada en el departamento de Paso de Calais y la región de Norte-Paso de Calais.

## Composición
El cantón estaba formado por diecisiete comunas:
- Beaumerie-Saint-Martin
- Campigneulles-les-Grandes
- Campigneulles-les-Petites
- Cucq
- Écuires
- La Calotterie
- La Madelaine-sous-Montreuil
- Lépine
- Le Touquet-Paris-Plage
- Merlimont
- Montreuil
- Nempont-Saint-Firmin
- Neuville-sous-Montreuil
- Saint-Aubin
- Saint-Josse
- Sorrus
- Wailly-Beaucamp

## Supresión del cantón de Montreuil
En aplicación del Decreto n.º 2014-233 de 24 de febrero de 2014, el cantón de Montreuil fue suprimido el 22 de marzo de 2015 y sus 17 comunas pasaron a formar parte; doce del nuevo cantón de Berck y cinco del nuevo cantón de Étaples.